# بارب وايتهيد
بارب وايتهيد (بالإنجليزية: Barb Whitehead)‏ هي لاعبة غولف أمريكية، ولدت في 22 يناير 1961 في سيبلي في الولايات المتحدة.

## وصلات خارجية
- بارب وايتهيد على موقع رابطة لاعبات الغولف المحترفات (الإنجليزية)